# Звенигородка (Приморский край)
Звени́городка — село Дальнереченского района Приморского края. Входит в состав Сальского сельского поселения.

## География
Село расположено на левом берегу реки Большая Уссурка, на автодороге, ведущей к селу Новопокровка, административному центру Красноармейского района.
Расстояние до федеральной трассы «Уссури» около 16 км, до центра Дальнереченска около 22 км.
В 8 км западнее Звенигородки находится село Речное Дальнереченского района, в 10 км восточнее — село Гоголевка Красноармейского района.

## Население
| 1915 | 2002 | 2010 |
| ---- | ---- | ---- |
| 453  | ↘39  | ↘24  |

## Улицы
В селе имеются две улицы: Центральная и Юбилейная. 

## Экономика
Жители занимаются сельским хозяйством. На территории села Звенигородка расположено малое лесоперерабатывающие предприятие.